# Heptacarpus acuticarinatus
Heptacarpus acuticarinatus is een garnalensoort uit de familie van de Hippolytidae. De wetenschappelijke naam van de soort is voor het eerst geldig gepubliceerd in 2008 door Komai & Ivanov.